# Estibarseni
L'estibarseni és un mineral de la classe dels elements nadius. El nom ve del llatí stibium (antimoni) i arsarsènics troba sovint barrejat amb arsènic o antimoni pur, i la descripció original de l'espècie, que data de l'any 1941, proposava fer servir el terme "estibarseni" pels minerals amb fórmula AsSb, i el terme "allemontita" per a les mescles. Des de l'any 1982, però, l'Associació Mineralògica Internacional considera "estibarseni" com a nom correcte, i "allemontita" com a sinònim. Si la barreja és rica en antimoni pot ser coneguda també com a "Allemontita I", o "Allemontita III" si és rica en arsènic. Pertany al grup arsènic, juntament amb l'antimoni i el bismut. La localitat tipus d'aquest mineral és Varuträsk, Västerbotten (Suècia).

## Característiques

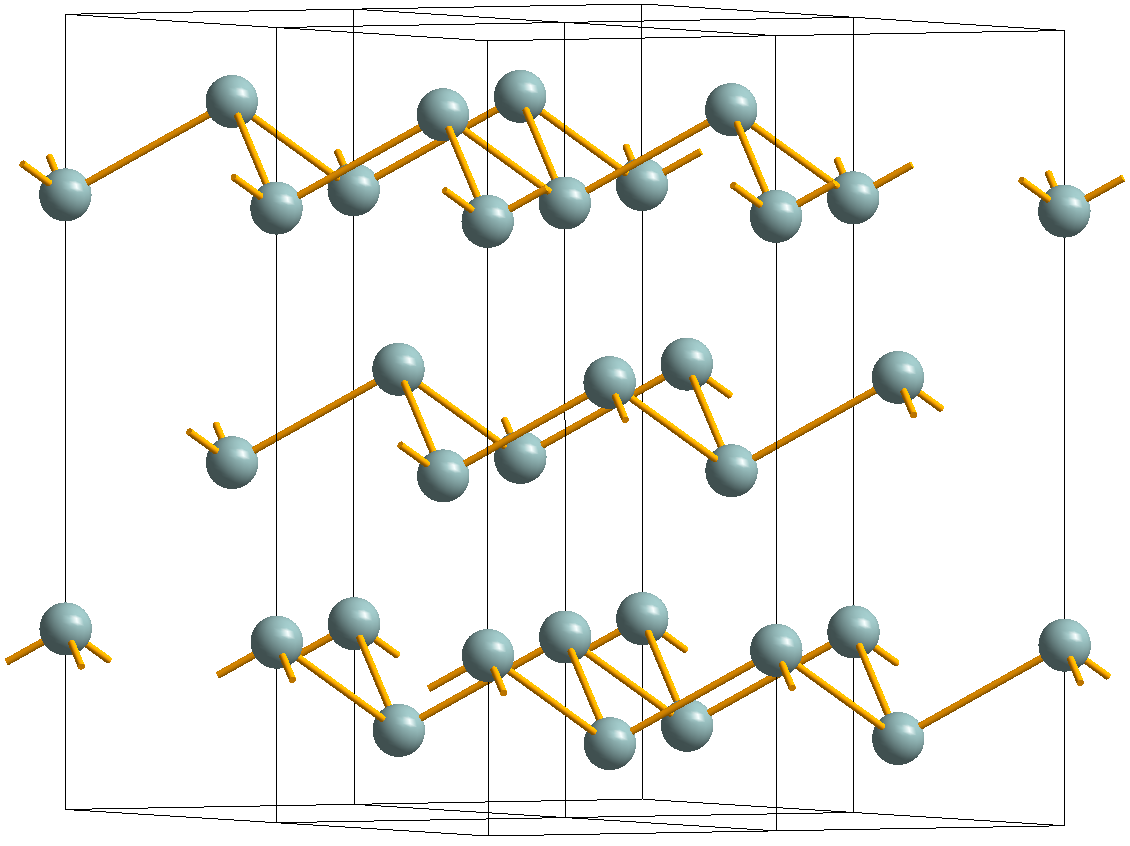
Estructura cristal·lina comuna de: As, Sb i AsSb

L'estibarseni és una forma natural d'antimonur d'arsènic o d'arsenur d'antimoni. Cristal·litza en el sistema trigonal. Té una duresa a l'escala de Mohs que eoscil·la entre 3 i 4. L'estibarseni té la mateixa estructura cristal·lina que l'arsènic i l'antimoni, amb els valors intermedis dels paràmetres de xarxa. Aquesta estructura (grup espacial R3m No. 166) és descrita com hexagonal, trigonal i rombohedral a causa de la superposició entre aquests termes (vegeu sistema trigonal).
Segons la classificació de Nickel-Strunz, l'estibarseni pertany a «01.CA: Semimetallss i no-metalls, elements del grup de l'arsènic» juntament amb els següents minerals: antimoni, arsènic, bismut, arsenolamprita, pararsenolamprita i paradocrasita.

## Formació
L'estibaseni es troba en filons hidrotermals i en pegmatites. Sol trobar-se associada a altres minerals com: arsènic, arsenolita, antimoni, kermesita, estibina, estibiconita, cervantita, esfalerita, siderita, calcita i quars.